# Crkveni Vrhovci
Crkveni Vrhovci – wieś w Chorwacji, w żupanii pożedzko-slawońskiej, w mieście Požega. W 2011 roku liczyła 30 mieszkańców.